# Tesis
Tesis (Engelse titel: Thesis, "These") is een Spaanse film uit 1996 en het regiedebuut van de Spaans-Chileense regisseur Alejandro Amenábar. Hij schreef de film samen met Mateo Gil. De film won zeven Goya's, waaronder die voor beste film in 1996. Acteurs die in de film verschijnen zijn Ana Torrent, Fele Martinez en Eduardo Noriega.

## Synopsis
Ángela (Torrent) is een filmstudent aan de universiteit in Madrid. Ze zoekt naar bronmateriaal voor een scriptie over geweld in de film. Ze raakt bij haar zoektocht bevriend met Chema (Martinez), een medestudent met een encyclopedische verzameling met films vol geweld en pornografie. Nadat haar professor sterft tijdens het kijken naar een film, steelt ze de videoband en ontdekt ze dat het een snuff-film is. Chema herkent het slachtoffer in deze film. Volgens hem was het een studente van hun universiteit die enkele jaren geleden spoorloos verdween. Tijdens hun zoektocht naar de oorsprong van de band, komen zij in contact met een koelbloedige moordenaarsbende die zich bezighoudt met het maken van snuff-films.

## Rolverdeling
| Acteur           | Personage       |
| ---------------- | --------------- |
| Ana Torrent      | Ángela Márquez  |
| Fele Martínez    | Chema           |
| Eduardo Noriega  | Bosco Herranz   |
| Xabier Elorriaga | Jorge Castro    |
| Miguel Picazo    | Figueroa        |
| Nieves Herranz   | Sena Márquez    |
| Rosa Campillo    | Yolanda         |
| Paco Hernández   | Ángela's vader  |
| Rosa Ávila       | Ángela's moeder |
| Olga Margallo    | Vanessa Romero  |
| Teresa Castanedo | nieuwslezeres   |

## Ontvangst

### Prijzen en nominaties
Een selectie:
| Jaar | Evenement                      | Categorie                  | Genomineerde                                      | Resultaat   |
| ---- | ------------------------------ | -------------------------- | ------------------------------------------------- | ----------- |
| 1997 | Premios Goya (11de uitreiking) | Beste film                 | Tesis                                             | Gewonnen    |
| 1997 | Premios Goya (11de uitreiking) | Beste actrice              | Ana Torrent                                       | Genomineerd |
| 1997 | Premios Goya (11de uitreiking) | Beste debuterend acteur    | Fele Martínez                                     | Gewonnen    |
| 1997 | Premios Goya (11de uitreiking) | Beste origineel scenario   | Alejandro Amenábar                                | Gewonnen    |
| 1997 | Premios Goya (11de uitreiking) | Beste debuterend regisseur | Alejandro Amenábar                                | Gewonnen    |
| 1997 | Premios Goya (11de uitreiking) | Beste montage              | María Elena Sáinz de Rozas                        | Gewonnen    |
| 1997 | Premios Goya (11de uitreiking) | Beste productiemanager     | Emiliano Otegui                                   | Gewonnen    |
| 1997 | Premios Goya (11de uitreiking) | Beste geluid               | Daniel Goldstein, Ricardo Steinberg, Alfonso Pino | Gewonnen    |